# Fleur Saville
Fleur Saville (Auckland, Nueva Zelanda; 14 de julio de 1984) es una actriz de televisión neozelandesa conocida especialmente por su papel en "Being Eve" y su papel de Ruby en la exitosa "La Tribu", que le dio reconocimiento internacional. Fleur tiene un papel recurrente en el culebrón neozelandés "Shortland Street" donde interpreta a la asistente personal Libby Jeffries, que trabaja para el hospital que da nombre a la serie, Shortland Street.
Fleur tiene muchos intereses, incluyendo el montar a caballo, las artes marciales, el canto y la danza. Ha doblado numerosos spots televisivos como Wella Bellady, Environment Waikato, Road Safety, Route 66 y McDonald's.

## Filmografía

### Teatro
- 2010: The Vagina Monologues (The Basament Theatre)
- 2009: Andy Clay's Book of Love (NZ International Comedy Festival)
- 2008: The Reindeer Monologues (The Basement Theatre)
- 2007: Lobby Hero (Silo Theatre)
- 2005: Sex with Strangers (Herald Theatre)
- 2004: Oklahoma! (Pumphouse Theatre)
- 2004: A Slice of Saturday Night (Rose Centre)
- 2004: Fiddler on the Roof! (Pumphouse Theatre)
- 2004: Oliver! (Pumphouse Theatre)
- 2004: Joseph and the Amazing Technicolor Dreamcoat (Rangitoto College)
- 2004: Charlie and the Chocolate Factory (Desconocido)
- 2004: The Sound of Music (Bruce Mason Theatre)
- 2004: New Gold Dream (Auckland Theatre Company)

### Películas
- Tangiwai (2011) (TV).... Eva Peacocke

### Televisión
- Shortland Street (2006-2010).... Libby Jeffries
- Maddigan's Quest (2006).... Silver Girl
- Sione's Wedding (2006).... Camarera sexy
- Interrogation (2005).... Jolie
- Serial Killers (2004).... Kirsty
- La Tribu (2003).... Ruby
- Being Eve (2001-2002).... Eve Baxter